# Serhat Çokgezen
Serhat Çokgezen (* 22. Januar 1984 in Birkesdorf, Düren) ist ein deutscher Schauspieler.

## Leben
Çokgezen wuchs in Düren auf und besuchte hier auch die „Kaufmännischen Schulen des Kreises Düren“. Er absolvierte von 2002 bis 2005 eine Schauspielausbildung an der Arturo Schauspielschule in Köln. Bereits vor dem Abschluss seiner Ausbildung spielte er am Arturo-Theater in Köln die Rolle des Ferdinand in William Shakespeares Spätwerk Der Sturm. 2004 trat er im Orangerie-Theater im Kölner Volksgarten als Kebab in dem Theaterstück Klassenfeind von Nigel Williams auf.
Nach Abschluss seiner Ausbildung hatte er in der Spielzeit 2005/06 ein erstes Festengagement am Landestheater Schwaben. Dort spielte er unter anderem Mogli in Das Dschungelbuch, Don Carlos de Histangua in der Komödie Floh im Ohr von Georges Feydeau und Hauptmann Deveroux in Wallenstein.
2006 sprach er beim Westdeutschen Rundfunk die Rolle des Firat in dem Kriminalhörspiel Schnee am Bosporus von Celil Oker.
Für weitere Studien ging Çokgezen anschließend nach Istanbul, wo er von 2006 bis 2007 an der Akademie für Kino, Film und TV (TÜRVAK) studierte. In der Türkei wirkte er auch in mehreren türkischen Fernsehserien mit. 2007 und 2008 wirkte er bei Theaterproduktionen in Istanbul mit. 2009 hatte er als Yasar eine Nebenrolle in dem türkischen Kinofilm Kanımdaki Barut.
Von März 2011 bis April 2018 spielte er eine Serienhauptrolle in der ZDF-Serie Notruf Hafenkante. Er verkörperte in der Serie den smarten, emotionalen deutsch-türkischen Polizeimeister Tarik Coban. Im Dezember 2016 war Çokgezen in der ZDF-Fernsehserie Heldt in einer Episodenrolle zu sehen; er spielte den syrischen Küchenhelfer Ibrahim al Shaar.
Çokgezen lebt in Köln und betreibt ein Restaurant.

## Filmografie (Auswahl)
- 2005: Aneinander (Kurzfilm)
- 2005: Schön war die Zeit (Kurzfilm)
- 2006: En İyi Arkadaşım (Fernsehserie, Türkei)
- 2006: Arka Sokalar (Fernsehserie, Türkei)
- 2007: Pusat (Fernsehserie, Türkei)
- 2008: Dantel (Fernsehserie, Türkei)
- 2009: Kanımdaki Barut (Kinofilm, Türkei)
- 2011–2018: Notruf Hafenkante (Fernsehserie, durchgehende Serienhauptrolle als Polizeimeister Tarik Coban)
- 2014: Tatort – Mord ist die beste Medizin (Fernsehreihe)
- 2015: Mordkommission Istanbul – Der Broker vom Bosporus (Fernsehreihe)
- 2016: Heldt (Fernsehserie; Folge 4x13)
- 2020: SOKO Köln (Fernsehserie; Folge 17x10)
- 2024: A Better Place (Fernsehserie)